# Hebron (Ohio)
Hebron és una població dels Estats Units a l'estat d'Ohio. Segons el cens del 2000 tenia 2.034 habitants.

## Demografia
Segons el cens del 2000, Hebron tenia 2.034 habitants, 882 habitatges, i 553 famílies. La densitat de població era de 293 habitants per km².
Dels 882 habitatges en un 31,3% hi vivien nens de menys de 18 anys, en un 44,4% hi vivien parelles casades, en un 13,5% dones solteres, i en un 37,3% no eren unitats familiars. En el 32,1% dels habitatges hi vivien persones soles el 14,2% de les quals corresponia a persones de 65 anys o més que vivien soles. El nombre mitjà de persones vivint en cada habitatge era de 2,31 i el nombre mitjà de persones que vivien en cada família era de 2,92.
Per edats la població es repartia de la següent manera: un 25,7% tenia menys de 18 anys, un 7,7% entre 18 i 24, un 32% entre 25 i 44, un 21,5% de 45 a 60 i un 13,1% 65 anys o més.
L'edat mediana era de 36 anys. Per cada 100 dones de 18 o més anys hi havia 86,4 homes.
La renda mediana per habitatge era de 32.031 $ i la renda mediana per família de 42.109 $. Els homes tenien una renda mediana de 34.327 $ mentre que les dones 24.000 $. La renda per capita de la població era de 16.420 $. Aproximadament el 8,7% de les famílies i el 9,5% de la població estaven per davall del llindar de pobresa.

## Poblacions més properes
El següent diagrama mostra les poblacions més properes.